# Université Savoie Mont Blanc
L'Université Savoie Mont Blanc è un'università pubblica situata nei dipartimenti della Savoia e dell'Alta Savoia, con un campus Annecy, Chambéry, Jacob-Bellecombette e Le Bourget-du-Lac.
Multidisciplinare, forma più di 15000 studenti nei campi della Scienza e Tecnologia, Arte, Letteratura e Lingue, Diritto, Economia, Management e Scienze Umane e Sociali, e la ricerca viene effettuata in 19 laboratori di ricerca.
È al dodicesimo posto tra le migliori università a livello nazionale e al primo per il numero di studenti che partecipano al programma europeo Erasmus. Inoltre, l'università è menzionata sei volte nella classifica tematica mondiale di Shanghai, dove appare tra l'800º e il 900º posto nella classifica delle istituzioni.

## Laureati famosi
- Carlo Greppi, uno storico e scrittore italiano.